# Harald à la Belle Chevelure
Pour les articles homonymes, voir Harald Ier.
Harald Ier à la Belle Chevelure (en vieux norrois : Haraldr hárfagri ; en norvégien : Harald Hårfagre), né vers 850 et mort vers 932, est considéré comme le premier roi de Norvège (872-930) après avoir réussi à en effectuer la première unification.
L'essentiel de son récit provient du Heimskringla rédigé par Snorri Sturluson qui lui attribue comme origine le Vestfold et de nombreuses batailles pour asseoir son autorité. Cependant, les historiens modernes mettent également en avant ses nombreuses unions comme outil politique. Selon la tradition, il achève l'unification en 872 lors de la bataille de Hafrsfjord, mais les historiens pensent que celle-ci pourrait être plus tardive.
Les sites modernes du Haraldshaugen ainsi que Les Épées sur les rochers le commémorent. L'unification de la Norvège ne lui survit pas. Son fils, Éric à la Hache sanglante, lui succède après avoir commis un fratricide pour mettre fin à la crise de succession.

## Nom
Le nom d'usage par les contemporains d'Harald est vraisemblablement Harald Halfdansson (Harald fils d'Halfdan). Cependant, les scaldes, et notamment Þorbjörn hornklofi, chantent ses louanges sous le surnom Harald à la Belle Chevelure (en vieux norrois : Haraldr hárfagri). Snorri Sturluson qui relate ces poèmes indique que le jeune Harald aurait fait le vœu de ne jamais se couper les cheveux, ni les peigner, tant qu'il ne serait pas devenu roi de Norvège. Il l'aurait fait sur conseil d'une femme, Gyda Eiriksdatter, la fille d'un roi voisin, Eric de Hordaland. Selon la tradition orale, il aurait reçu un premier surnom avant de parvenir à unifier la Norvège, celui d'Harald l'Ébourrifé (en vieux norrois : Haraldr Lúfu). Cependant, selon Lucie Malbos, l'anecdote douteuse relève probablement de la légende ultérieure.

## Biographie

### Contexte
En Scandinavie, les pouvoirs s'affirment progressivement et se concentrent jusque-là autour de la région du Danemark. Cependant, en proie à des conflits internes, d'autres acteurs de Scandinavie émergent. Harald Ier est présenté comme le fils d'un petit roi du Vestfold au sein de la Heimskringla rédigée par Snorri Sturluson plus de trois siècles plus tard. Les données historiques et archéologiques contemporaines d'Harald ne permettent pas d'attester les informations du récits qui est rédigé à la gloire de ce roi.

### Selon le Heimskringla

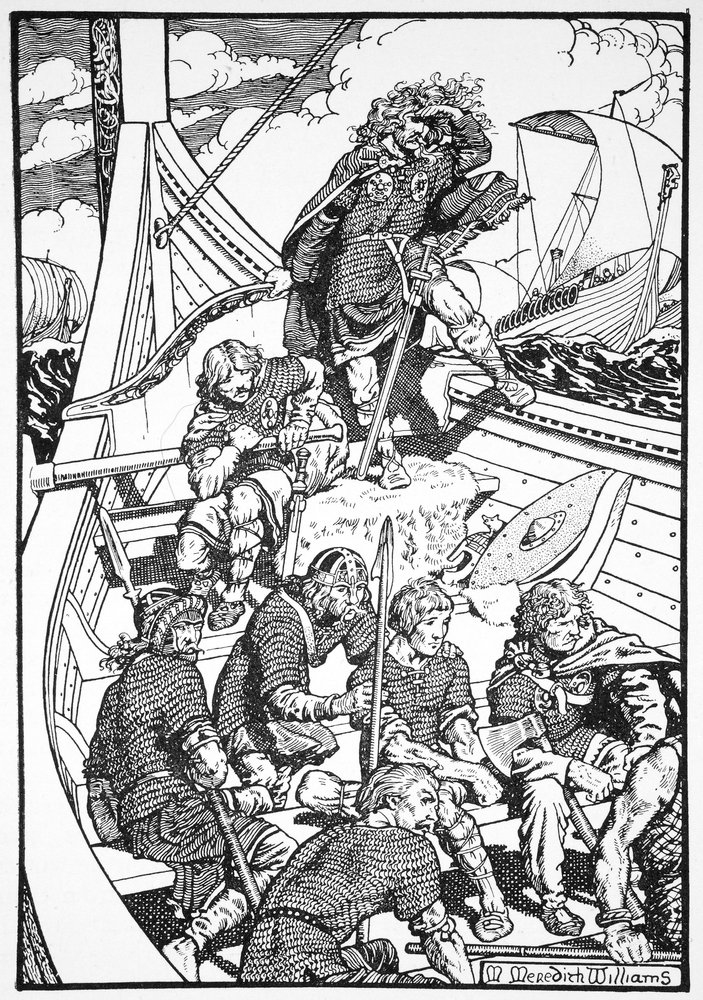
Harald Ier de Norvège par Morris Meredith Williams (1913).

Succédant à la mort de son père Halfdan le Noir Gudrœdsson (fils de Gudrœd Halfdanson le Magnifique ou le Chasseur, roi du Vestfold ; la tradition les rattache aux Ynglingar suédois), alors qu'il n'a que dix ans, il monte sur le trône de plusieurs petits royaumes assez dispersés. Halfdan les avait soit conquis, soit en avait hérité, et ces royaumes se situaient surtout dans le Sud-Est de la Norvège.
En 866, il commence une série de conquêtes sur les nombreux petits royaumes qui composent alors la Norvège. Entre 872 et 885 (les avis divergent), après une grande victoire à Hafrsfjord près de Stavanger, il se trouve roi de la totalité du pays. Le monument Les Épées sur les rochers commémore sa victoire.
Son règne est cependant menacé par des dangers venus de l'extérieur puisque nombre de ses opposants ont trouvé refuge non seulement en Islande, tout juste découverte, mais aussi dans les archipels des Orcades, Shetland, Hébrides, Féroé et même en Normandie, en Écosse et en Irlande. De ces quartiers d'hiver, ils naviguent pour harceler la Norvège ainsi que l'ensemble de l'Europe du Nord. À ces ennemis de l'extérieur s'ajoutent, à l'intérieur du pays, les personnes mécontentes de la volonté d'Harald d'augmenter les taxes sur leurs terres. Plus tard, il est obligé de faire une expédition vers l'ouest pour prendre le contrôle des Orcades afin de forcer les vikings qui s'y trouvent à partir vers l'Islande.
La dernière partie de son règne est perturbée par les luttes entre ses nombreux fils. Il leur donne des fiefs à administrer, mais cet arrangement ne met pas fin à leurs querelles : elles continueront pendant le règne suivant. Quand il se fait vieux, il transmet le pouvoir suprême à son fils préféré Éric à la Hache sanglante, dont il veut faire son unique successeur. Cela va à l'encontre du droit de succession en vigueur à l'époque qui prévoit que tous les héritiers doivent recevoir des parts égales de l'héritage.
À son décès, il avait eu huit épouses ou concubines et vingt-trois enfants. Douze de ceux-ci deviendront rois, dont deux de toute la Norvège. Il est le grand-père de Harald II de Norvège à la Pelisse grise.

### Selon les historiens
Harald naît probablement vers 850 et son jeune âge, lors de la succession, le confronte à des tensions internes entre les différents jarl et autres petits rois de Norvège. Il s'appuie sur son oncle maternel, Guthorm Sigurdsson qui remplit les fonctions politiques et militaires de régent.
Harald provient d'une lignée de rois des mers, qui ont bâti leur pouvoir en contrôlant les routes maritimes stratégiques qui longent le territoire norvégien et ont pour nom Norvegr, une route côtière reliant les régions commerciales nordiques à l’Europe continentale. L'ascension de Harald est souvent expliquée par sa capacité à utiliser ces routes commerciales et à protéger le transport de marchandises, un facteur crucial pour la prospérité des régions côtières. Avaldsnes, sur l'île de Karmøy, devient l'une des résidences principales de Harald, une base stratégique permettant de contrôler le détroit de Karmsund, un passage clé pour les navigateurs vikings. Les fouilles archéologiques ont révélé qu’Avaldsnes était un centre royal dès cette époque, jouant un rôle essentiel dans l'autorité de Harald sur l’ouest de la Norvège.
Harald aurait eu de nombreuses épouses, conformément à la tradition polygame scandinave, cependant, il ne contracte des unions légales que pour certaines d'entre elles afin de renforcer des relations diplomatiques. Il épouse notamment Åsa, la fille de Håkon Grjotgardsson, puissant jarl de Lade, pour assurer sa loyauté. Selon les historiens, ces nombreux mariages répondent surtout à des enjeux politiques. En effet, s'il épouse Åsa pour s'assurer le Nord, Gyda Eiriksdatter devient sa concubine et lui assure l'ouest, plus tard Svanhild (sv), fille d'Eystein Glumra, lui assure le Hedmark, tandis qu'Ashild, fille de jarl, lui assure le Ringerike. C'est également par le biais d'un mariage qu'il s'assure de reprendre le contrôle sur le Vestfold en épousant Ragnhild Eiriksdotter. Il se rapproche également des tribus samis en faisant de Snæfrithr Svásadottir (en) sa concubine.
Harald Ier est traditionnellement reconnu comme le premier roi de la Norvège médiévale, ayant joué un rôle majeur dans son unification. Si le texte de Snorri Sturlusson indique qu'Harald est parti depuis le Vestfold pour unifier la Norvège, les historiens modernes pensent qu'en réalité le cœur du pouvoir royal norvégien est alors situé sur la côte occidentale, entre le Sogn et le Rogaland. En effet, les rives du fjord d'Oslo sont alors sous contrôle des rois danois,.
Ainsi les efforts d'unification débuteraient d'abord dans le nord du Pays, mettant notamment la main sur le Trøndelag après la bataille de Solskjel (en), avant de se diriger vers le sud. La bataille de Hafrsfjord, située au sud-ouest de la Norvège, marque l'aboutissement de cette consolidation. Traditionnellement placée en 872, cette bataille pourrait être plus tardive, entre 885 et 890.
Au terme de son règne, Harald s'éteint dans le Rogaland. Selon Snorri Sturlusson, il aurait été inhumé sous un tertre à Haugesund. Cependant, sa sépulture n'a toujours pas été retrouvée à ce jour.

## Sources

### Sources historiques
Peu de choses sont connues à propos de Harald. Les seules sources contemporaines le mentionnant sont les poèmes scaldiques Haraldskvæði et Glymdrápa de Þorbjörn Hornklofi. Le premier poème décrit la vie à la cour de Harald, mentionnant qu'il a pris une femme danoise et remporté une victoire à Hafrsfjord. Le deuxième relate une série de batailles, gagnées par Harald... Il n'est mentionné dans aucune source étrangère contemporaine.
Sa vie est en revanche décrite dans plusieurs sagas, mais la première d'entre elles n'a pas été écrite avant la fin du XIIe siècle, plus de 250 ans après sa mort. Leurs récits de la vie de Harald diffèrent sur de nombreux points et une grande partie de leur contenu est clairement mythologique. Elles lui accordent notamment le fait d'avoir unifié la Norvège.
Les historiens modernes pensent que ce règne a été limité aux zones côtières du sud et de l'ouest de la Norvège, considérant que la présentation effectuée dans les sagas est une exagération issue d'une reconstruction ultérieure en quête de figures marquantes. Il ne semble pas avoir eu d'autorité sur les Jarls de Lade.

### Sources archéologiques
Harald régnait probablement sur le Rogaland et le Hordaland et l'archéologie de cette partie occidentale de la Norvège confirme une forte présence et un intérêt renforcé pour les élites sur ces sites. Plusieurs lieux de pouvoir et sépultures élitaires y sont implantés en des points stratégiques pour contrôler la voie de navigation qui longe la côte. Ces sites remontent pour certains au IIIe siècle comme l'île de Karmøy. L'archéologie remarque également que les sites d'assemblée (thing) sont progressivement abandonnés au cours du VIIIe siècle, signe du renforcement d'une autorité régionale ou d'un pouvoir royal. Harald s'inscrirait dans un processus de concentration de l'autorité, peut-être engagé par des prédécesseurs et membres de la dynastie semi-légendaire des Ynglingar.

## Influence de Harald sur le peuplement de l'Islande
On a longtemps pensé sur la foi des récits des sagas que ce fut la politique d'Harald Ier, qui provoqua l'exil de nombreux Norvégiens et avait également favorisé le peuplement scandinave de l'Islande. D'après ce point de vue, l'île aurait été peuplée par des Norvégiens mécontents, fuyant les prétentions de Harald à taxer des terres qui furent auparavant sous la souveraineté totale de leurs propriétaires. Ce point de vue a été largement abandonné par les historiens modernes lorsque les trouvailles archéologiques prouvèrent que la colonisation de l'Islande commença avant le règne de Harald en Norvège.
Cette croyance de la fuite vis-à-vis de la « tyrannie du roi norvégien » émane de la tradition islandaise très hostile à toute forme de royauté dès les débuts de son peuplement.

## Postérité
L'ampleur de l'oeuvre politique du roi Harald reste incertaine, cependant elle ne lui survit pas en grande partie à cause de sa nombreuse descendance. Sa mort provoque un violent conflit de succession durant lequel son fils Éric commet un fratricide qui lui octroie le surnom de à la Hache sanglante. Les historiens modernes considèrent que cette longue descendance est probablement aussi le fruit de la reconstruction effectuée par Snorri afin de légitimer l'ascendance d'Olaf Tryggvason.
Après le règne d'Harald, des groupements de petits royaumes de Norvège se forment afin de centraliser leur autorité, à l'instar de ce qui se produit chez les Danois. Cette situation démontre qu'un renforcement et une centralisation du pouvoir s'est bien opérée sous le règne d'Harald et qu'elle légitime la présence d'un roi, bien que son pouvoir semble très limite.
En 1872, un monument est érigé à Haugesund pour célébrer le millénaire de l'unification de la Norvège. Le Haraldshaugen est constitué d'un obélisque entouré de vingt-neuf pierres représentant les vingt-neuf anciens comtés norvégiens que Harald aurait réunis sous sa coupe. Ce chiffre est cependant une reconstruction historique du XIXe siècle visant à ériger Harald en symbole unificateur en lien avec la montée des nationalismes.
En 1983, les Épées sur les rochers sont inaugurées sur les rives du Hafrsfjord afin de commémorer les 1111 ans de la bataille de Hafrsfjord, bien que la date et l'emplacement de la bataille restent indéterminés. Chaque épée représente un des trois protagonistes dont Harald, la plus grande épée. En 2017, un projet de fouilles sous-marines est lancé dans la baie afin de retrouver des traces de cette bataille.

## Unions et descendance
Selon l'Heimskringla de Snorri Sturluson, Harald laisse une vaste descendance, constituant la dynastie Hårfagre :
1. Enfants avec Åsa Haakonsson, fille de Håkon Grjotgardsson, jarl de Lade :
  - Guttorm Haraldsson, roi de Ranrike ;
  - Halvdan Kvite (Haraldsson), roi de Trondheim ;
  - Halvdan Svarte (Haraldsson), roi de Trondheim ;
  - Sigrød Haraldsson, roi de Trondheim.
2. Enfants avec Gyda Eiriksdatter, fille d'Eric de Hordaland :
  - Ålov Årbot (Haraldsdotter) : elle serait la femme du Jarl de Møre Tore Rangvaldsson dit « le Taciturne », et la mère de Bergljot Toresdatter de Møre, épouse du jarl de Lade, Sigurd Håkonsson († 962), le frère d'Åsa ci-dessus ;
    - le fils de Bergljot Toresdatter et Sigurd Haakonsson, le jarl Håkon Sigurdsson († 995 ; mari de Tora Skagesdatter), exerce la régence de Norvège pour le compte des rois de Danemark et de Norvège [Sven à la Barbe fourchue (roi vers l'an mil contre Olav Ier-† 1014), son fils Knut le Grand (roi en 1028 contre saint Olav II-† 1035), et son petit-fils Sven Knutsson (roi en 1030-1035 contre Tryggvi Olafson)], ainsi que ses deux fils : 
      - Éric Haakonsson († vers 1024 ; sa femme Gyda est la sœur de Knut le Grand) ; et Svein Haakonsson († 1016),
      - et leur beau-frère Einar Eindridesson Tambarskjelve († vers 1050) ; mari de Bergljot Håkonsdatter ; fille du jarl Haakon Sigurdsson et sœur d'Éric et Svein Haakonsson : 
        - une de leurs enfants, Ingebjørg Einarsdatter, épouse le deuxième Halvdan Sigurðarson ci-dessous ;
        - une autre, Ålov Einarsdatter, épouse Tord Foleson.
          - d'où Gudrun Tordsdatter, femme de Skofte Ogmundsson de Giske, d'où : 
            - leur fille Thora Skoftesson, qui épouse Åsolf Skulesson de Rein, petit-fils de Tostig, ci-dessous : Bård Guttormsson de Rein († 1194) est leur petit-fils, d'où la suite des rois de Norvège, voir plus bas ;

  - Rørek Haraldsson ;
  - Sigtrygg Haraldsson ;
  - Frode Haraldsson ;
  - Torgils Haraldsson.
3. Enfant avec Ragnhild Eiriksdotter de Jutland :
  - Éric Ier Haraldsson Blodoks/(à la) Hache sanglante, roi de Norvège (931-933 ; puis roi d'York en 948-† 954) : père du roi Harald II Eriksson Grafell/(à la) Pelisse grise (961-† 970).
4. Enfants avec Svanhild, fille du comte Eystein :
  - Bjørn Farmann († 927), roi de Vestfold comme ses descendants : 
    - père de Gudrœd Bjornsson, lui-même père de : 
      - Harald Grenske, premier époux d'Åsta Gudbrandsdatter : 
        - leur fils saint Olav II Haraldsson († 1030), roi de Norvège en 1015-1028, fut le père de : 
          - Wulfhilde de Norvège, épouse du Billung Ordulf de Saxe, d'où la succession du duché de Saxe,
          - et de Magnús Ier Óláfsson Goði/le Bon (roi de Norvège en 1035-† 1047 ; aussi roi de Danemark en 1042-1047) ;

        - l'oncle de Magnus Ier et demi-frère d'Olav II le Saint, Harald III Sigurdsson Hardrada/le Sévère, fils du deuxième mari d'Asta Gudbrandsdatter — Sigurd Syr ci-dessous —  assume alors la couronne norvégienne en 1046-† 1066 ; de ses deuxièmes noces avec Tora Torbergsdatter ci-dessous vient la suite des rois de Norvège : Magnus II Haraldsson (roi en 1066-1069 ; père de Håkon Magnusson) et son frère cadet Olav III Kyrre/le Tranquille (roi en 1066-1093 ; père de Magnus III Barfotr/aux Pieds nus, roi en 1093-1103) ;
          - Entre 1103 et 1139, Magnus III est suivi de ses fils naturels Olav IV Magnusson, Eystein Ier Magnusson (mari d'Ingebjørg Guttormsdatter), Sigurd Ier Magnusson Jórsalafari/le Croisé [père de Magnus IV Sigurdsson Blinde/l'Aveugle, roi en 1130-1135 ; et de Christine, femme d'Erling Skakke et mère de Magnus V Erlingsson, roi en 1161-1184, père du prétendant Sigurd Magnusson, et peut-être des deux premiers rois des Bagler Inge Magnusson et Erling Steinvegg, ce dernier étant père de Sigurd Ribbung], et de ses fils supposés Harald IV Gillechrist/le Serviteur du Christ et Sigurd Slembedjakn/le Mauvais prêtre ; quant à Ragnild Magnusdotter, une des filles de Magnus III, elle épouse Harald Kesja de Danemark et enfante Björn Jernsida, mari de Catherine — fille du roi Inge Ier de Suède — et père de Christine, la femme de saint Éric IX de Suède ;
            - Entre 1136 et 1161, règnent les fils de Harald IV : son fils légitime Inge Ier Krokrygg/le Bossu (fils d'Ingrid de Suède) et ses enfants naturels Sigurd II Munn, Eystein II Magnusson, Magnus Haraldsson ; quant à sa fille Brigida, elle épouse Magnus II de Suède puis le Jarl Birger Brosa, d'où Ingegerd Birgersdotter, épouse du roi Sverker II de Suède et mère du roi Jean Ier de Suède ; 
              - Puis entre 1157 et 1202, viennent les petits-fils de Harald IV et fils naturels de Sigurd II Munn : Håkon II Sigurdsson, Sigurd III Markusfostre, et le supposé Sverre Sigurdsson ; quant à leur sœur Cécilia Sigurdsdatter, elle épouse 1° le magnat suédois Folkvid le Lögsögumad, puis 2° Bård Guttormsson de Rein, voir ci-dessus et ci-dessous : d'où (du 1°) Håkon Galin, père de Knut Håkonsson, et (du 2°) Inge II Bardsson (roi en 1205-1217 ; demi-frère consanguin de Skuli Bardarson) ;
                - Les fils de Sverre ne durent pas : Sigurd Lavard (père de Guttorm Sigurdsson, roi en 1204), et Haakon III Sverreson (roi en 1202-1204) ; mais le fils de ce dernier, Haakon IV Haakonsson, connaît un long règne (1217-1263). De plus, si la filiation de Harald IV et de Sverre est sujette à caution, un lien du sang plus établi se retrouve par le mariage entre Haakon IV et Margrete Skulesdatter, la fille de Skuli et la petite-fille de Bard Guttormsson : voir leur postérité plus bas ; quant à la fille de Sverre et tante de Haakon IV, Christine Sverresdatter, elle marie le 3e roi des Bagler Philippe, petit-fils maternel d'Ingrid Rögnvaldsdotter de Suède ;

  - Olaf Haraldsson Geirstadalf († 934), roi de Vingulmark et plus tard également de Vestfold : 
    - père de Tryggve Olafsson, roi de Ranrike et de Vingulmark, 
      - lui-même père d'Olaf Ier Tryggvason (roi de Norvège en 995-† 1000),
      - d'Ingelborge Tryggvedatter, femme de Rogvolod de Polotsk : leur fille Rogneda est l'épouse forcée de Vladimir de Kiev, la mère de Iaroslav Ier : d'où la suite des Riourikides, et la grand-mère de la reine de France Anne de Kiev : d'où la suite des Capétiens,
      - et d'Astrid Tryggedatter, femme d'Erling Skjalgsson : 
        - leur fille Ragnhild Erlingsdatter épouse Torberg Arnesson, jarl de Giske, d'où Tora Torbergsdatter, deuxième épouse d'Harald III Hardrada (roi en 1046-1066) ci-dessus et ci-dessous, d'où la suite des rois de Norvège (Magnus II et Olav III), voir plus haut ;

  - Ragnar Rykkel.
5. Enfants avec Åshild, fille de Ring Dagsson :
  - Ring Haraldsson ;
  - Dag Haraldsson ;
  - Gudrød Skirja ;
  - Ingegjerd Haraldsdotter.
6. Enfants avec Snøfrid, fille de Svåse le Finnois :
  - Sigurd Rise, 
    - père de Halvdan Sigurðarson, lui-même père de Sigurd Halvdanson Syr († vers 1018), le deuxième mari d'Åsta Gudbrandsdatter : ils sont les parents de 5 enfants, demi-frères et sœurs d'Olav II le Saint ci-dessus, dont : 
      - un deuxième Halvdan Sigurðarson, époux d'Ingebjørg Einarsdatter ci-dessus : 
        - leur fille Bergljot Halvdansdottir (Halfdansdottir) épouse le comte Finn Arnesson, d'où Ingibiorg Finnsdottir, x 1° Thorfinn Sigurdsson, comte des Orcades : d'où la suite des comtes des Orcades, puis x 2° Malcolm III roi d'Ecosse, d'où Duncan II ;

      - le roi Harald III Hardrada Sigurdsson ci-dessus (roi en 1046-66) : d'où Magnus II (roi 1066-1069) et Olaf III (1066-1093), et la suite des rois de Norvège, voir plus haut ;
      - et Ingerid Sigurdsdatter, épouse du jarl Nefstein/Nevstein : leur fille Gudrun Nevsteinsdatter, femme du jarl Skuli Tostisson Kongsfostre (fils de Tostig Godwinson — le frère du roi Harold II d'Angleterre — et de Judith de Flandre, descendante entre autres d'Alfred le Grand et de Charlemagne), 
        - est la mère d'Åsolf Skulesson de Rein [à Rissa, dans le Sør-Trøndelag ; cf. Rein], lui-même mari de Thora Skoftesson ci-dessus et père de : 
          - Guttorm Asulfsson de Rein, mari de Sigrid Torkelsdatter et père de Bård Guttormsson († 1194 ; voir ci-dessus) ; 
            - ce dernier est le père du roi de Norvège Inge II Bårdsson (roi 1205-† 1217 ; fils de Cécilia Sigurdsdatter, fille du roi Sigurd II ci-dessus), et le grand-père de Margrete Skulesdatter, la femme de Haakon IV de Norvège (roi 1217-† 1263 ; fils de Håkon III Sveresson, lui-même fils de Sverre Sigurdsson : voir plus haut) : Parents de Haakon le Jeune, et de Magnus VI le Législateur (roi en 1263-1280), 
              - lui-même mari d'Ingeborg Eriksdatter de Danemark et père de : 
                - Éric II Prestehatar/l'Ennemi des Prêtres (roi en 1280-1299 ; x 1° Marguerite d'Ecosse, fille d'Alexandre III : d'où Marguerite Ire, reine d'Écosse en 1286-1290 ; et x 2° Isabelle Bruce : d'où Ingeborg),
                - et de Håkon V Halleg/Longues Jambes (roi en 1299-1319), père d'Ingeborg Hakonsdatter, d'où la suite des rois de Norvège jusqu'au roi Christophe III († 1448, un des souverains de l'union de Kalmar régnant par union personnelle sur la Norvège, le Danemark et la Suède), et même jusqu'à nos jours par Christian Ier et la Maison d'Oldenbourg : cf. l'article consacré à Erik Magnusson, le gendre de Haakon V ;

            - Bard Guttormsson avait une demi-sœur consanguine, Rangrid Guttormsdatter, femme de Bjarne Byrdarsvein et mère d'Estrid/Eldrid Bjørnsdatter, la femme de Magnus V ci-dessus ;

  - Halvdan Hålegg ;
  - Gudrød Ljome ;
  - Rognvald Réttilbeini.
7. Enfants avec Tora Mosterstong, sa femme de chambre :
  - Håkon Ier Haraldsson le Bon, roi de Norvège (934-† vers 961).
8. Autres enfants :
  - Ingebjørg Haraldsdotter.